# Istenszülő elszenderedése fatemplom (Ócsisor)
Az ócsisori Istenszülő elszenderedése fatemplom műemlékké nyilvánított épület Romániában, Hunyad megyében. A romániai műemlékek jegyzékében a  HD-II-m-B-03373 sorszámon szerepel.